# El apóstata
El apóstata es una película Uruguaya, en coproducción con España, Francia y Chile, estrenada en septiembre de 2015, en el Festival Internacional de Cine de Toronto. Dirigida por Federico Veiroj, es una comedia dramática protagonizada por Álvaro Ogalla, Bárbara Lennie, Vicky Peña, Marta Larralde y Kaiet Rodríguez. Para olvidar el pasado, mirar al futuro y poder emanciparse, Tamayo, un hombre de unos treinta años, decide apostatar ante la institución eclesiástica. Durante el arduo proceso burocrático, recordará la intermitente relación que mantiene con una prima, algunos actos crueles de su niñez, su vínculo con una espiritualidad ajena y sus dificultades para seguir el camino paterno.

## Protagonistas
- Álvaro Ogalla (Gonzalo)
- Bárbara Lennie (Maite)
- Vicky Peña (Madre)
- Marta Larralde (Pilar)
- Kaiet Rodríguez (Antonio)
- Mercedes Hoyos (Mujer en Bus)
- Juan Calot (Obispo)
- Jaime Chávarri (Padre Quirós)
- Andrés Gertrudix (Carlos)

## Premios
- 2015: mención especial del jurado y premio a mejor película otorgado por la FIPRESCI en el Festival Internacional de Cine de San Sebastián (63.ª edición)[5]